# سوسیس وین

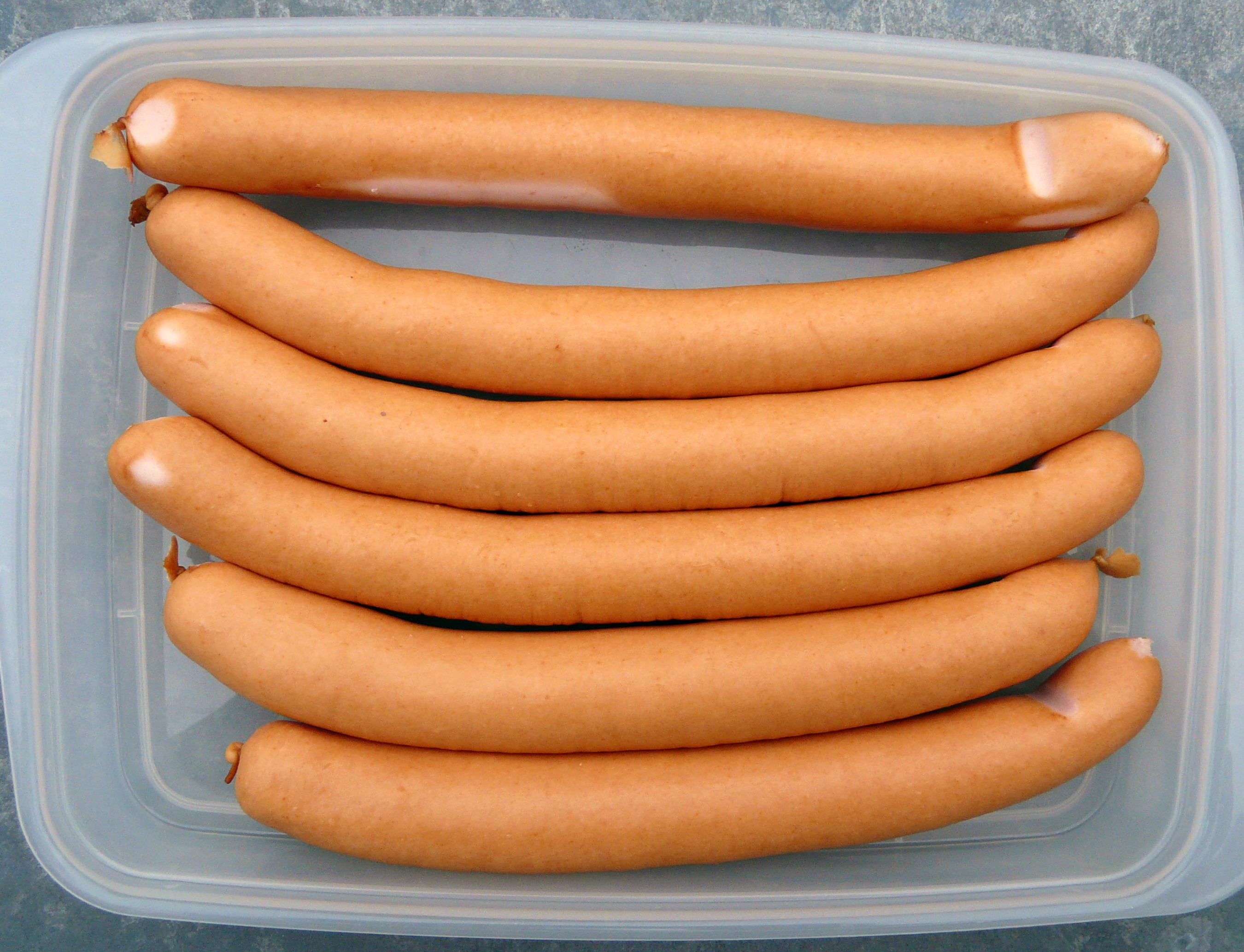
سوسیس دودی وین

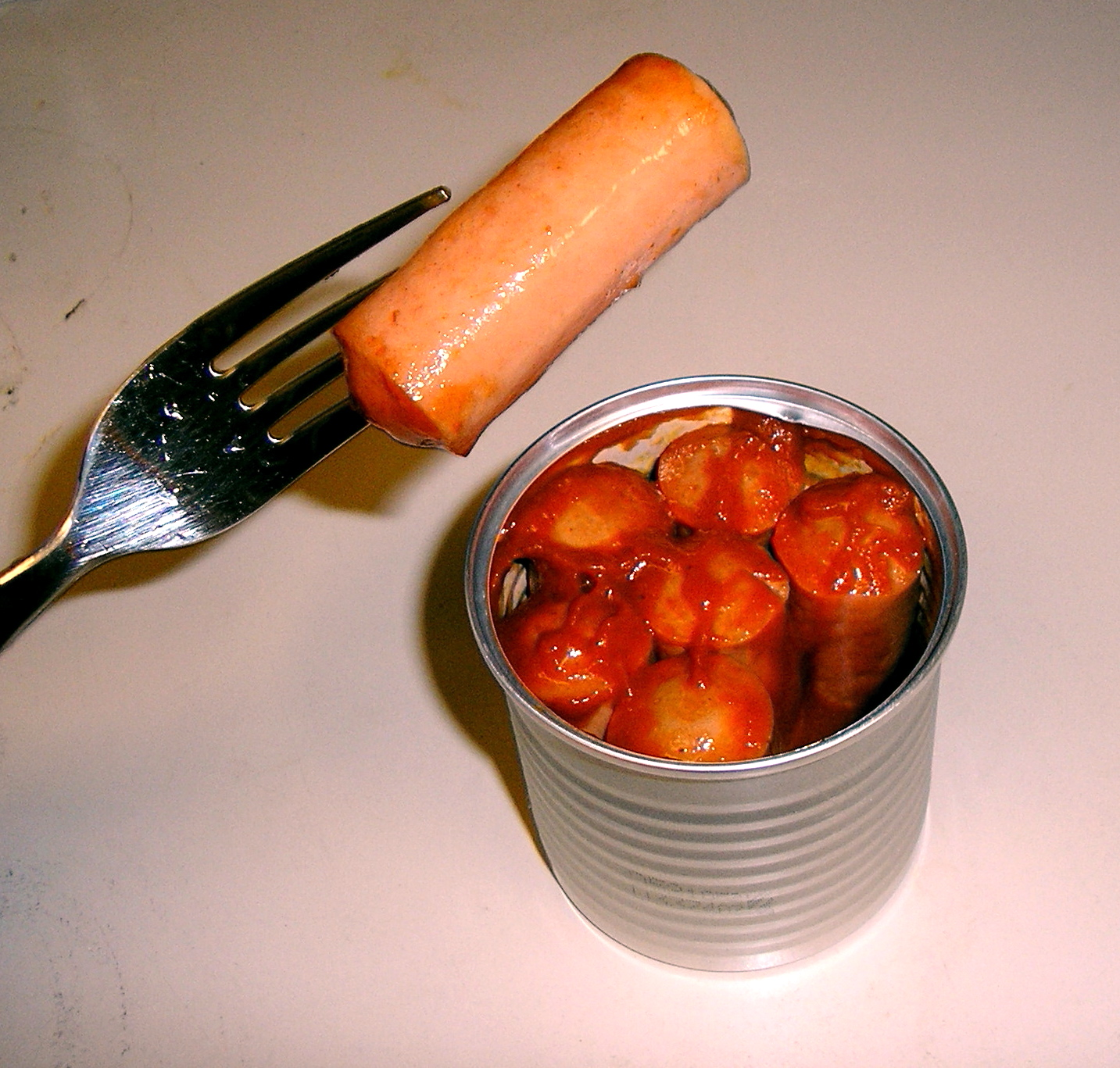
سوسیس وین آمریکای شمالی آغشته به سس گوجه فرنگی

سوسیس وین (آلمانی: Wiener Würstchen, Wiener ; آلمانی وین / اتریشی: Frankfurter Würstel یا Würstl ; آلمانی سوئیسی: Wienerli ; Swabian: Wienerle یا Saitenwurst) یک سوسیس پخته نازک است که به‌طور سنتی از گوشت خوک و گوشت گاو در یک روده گوسفند درست می‌شود و سپس با دمای پایین دودی می‌شود. کلمه وینر آلمانی به معنای وینی است. در اتریش، اصطلاح "Wiener" برای این ماده غذایی غیرمعمول است، که در عوض معمولاً سوسیس فرانکفورتر نامیده می‌شود.
مواد تشکیل دهنده، آماده‌سازی، اندازه و طعم می‌تواند به‌طور گسترده‌ای بر اساس سازنده و منطقه فروش متفاوت باشد. علاوه بر این، فرانکفورت‌ها و سایر سوسیس‌ها به راحتی با گوشت‌هایی با ارزش کمتر یا گونه‌های اعلام نشده تقلب می‌شوند.

## اروپا

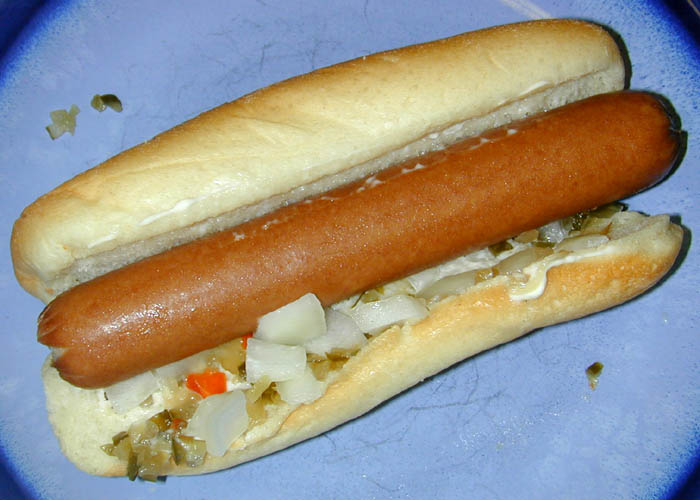
ساندویچ سوسیس وین

در برخی از کشورهای اروپایی، سوسیس‌های وینر پخته شده و اغلب دودی که تازه از سوپرمارکت‌ها، اغذیه‌فروشی‌ها و قصابی‌ها خریداری می‌شوند، ممکن است با نامی (مانند آلمانی یا فرانسوی) نامیده شوند که در انگلیسی به عنوان «سوسیس وین» ترجمه می‌شود. به‌طور سنتی، آنها از ژامبون ادویه دار تهیه می‌شوند، اما در اروپای شرقی و جنوبی فرانکفورت‌های تهیه شده از مرغ یا بوقلمون رایج تر است. اینها همچنین در مکانهایی با جمعیت قابل توجهی از مردم که به دلایل مذهبی گوشت خوک نمی‌خورند فروخته می‌شود. وینرهایی که به عنوان سوسیس وین در اروپا فروخته می‌شوند طعم و بافتی بسیار شبیه " هات داگ " یا "فرانکفورتر" آمریکای شمالی دارند، اما معمولاً طولانی‌تر و تا حدودی نازک‌تر هستند، با پوششی بسیار سبک و خوراکی. سوسیس اروپایی وین که به صورت گرم در یک نان بلند (کیپفل) همراه با چاشنی سرو می‌شود، اغلب به عنوان «هات داگ» نامیده می‌شود که نه به خود وینر، بلکه به کل ساندویچ اشاره دارد.

## آمریکای شمالی
پس از اینکه توسط مهاجران اروپایی به آمریکای شمالی آورده شد، «سوسیس وین» در حدود سال ۱۹۰۳ به معنای سوسیس دودی و کنسرو شده کوچکتر و بسیار کوتاهتر از سوسیس پیوندی بود. با این حال، آنها هیچ استانداردی از تأیید فدرال ندارند. سوسیس‌های وین آمریکای شمالی مشابه سوسیس‌های گوشت خوک درست می‌شوند، ریز آسیاب می‌شوند تا به قوام خمیر برسد و با نمک و ادویه‌های مختلف مانند میخک، گشنیز، جوز هندی، پودر سیر، پودر پیاز و ریز آسیاب شده، فلفل قرمز خشک مخلوط می‌شوند. سوسیس‌ها را در یک محفظه بلند پر می‌کنند، گاهی اوقات دودی می‌کنند، همیشه کاملاً پخته می‌شوند و از دهه ۱۹۵۰، پوشش سوسیس‌ها برداشته می‌شد. سپس سوسیس‌ها را برای کنسرو کردن و پخت بیشتر به قطعات کوتاه برش می‌دهند. آنها به صورت ساده (در یک ژلاتین، شبیه به آسپیک) یا با طعم دهنده‌های مختلف مانند دود، خردل، فلفل قرمز یا سس باربیکیو در دسترس هستند. مصرف سوسیس وین در دهه ۱۹۴۰ تا ۱۹۷۰ به اوج خود رسید، اما از آن زمان کاهش یافته‌است.